# Kadri Keung
Kadri Keung (China, siglo XX) es una diseñadora de moda china. En 2022, la BBC la reconoció como una de las 100 mujeres más inspiradoras del mundo.

## Trayectoria
Kadri Keung se graduó en diseño de moda. En 2018 creó la marca de moda Rhys Company, junto a su madre, Ophelia Keung, que había trabajado en el sector durante más de 30 años. Esta marca diseña ropa para personas con sobrepeso y con discapacidad. Kadri se dio cuenta de la dificultad de encontrar ropa "no estándar" cuando tenía que cuidar a su abuela, Kadri.
La empresa creada por Kadri ha formado y empleado a 90 mujeres desfavorecidas o discapacitadas.  A través de seminarios y talleres, la empresa ha impulsado el concepto de ropa adaptativa, como camisas con botones discontinuos o zapatos asimétricos.
En 2022, Kadri Keung fundó la marca Boundless, que fabrica ropa estética y funcional.

## Reconocimientos
En 2019 ganó el Premio de Diseño AFA Asia.En 2022, Kadri Keung fue reconocida por la BBC como una de las 100 mujeres más inspiradoras del mundo.